# Maceo Baston
Maceo Demond Baston (* 29. Mai 1976 in Corsicana, Texas) ist ein ehemaliger US-amerikanischer Basketballspieler. Nach dem Studium in seinem Heimatland schaffte Baston zunächst nicht den Sprung in die am höchsten dotierte Profiliga NBA, sondern kam über die Minor League CBA nach Europa, wo er mit dem israelischen Serienmeister Maccabi Tel Aviv 2004 und 2005 eine europäische Triple Crown gewann. Anschließend war Baston noch drei Spielzeiten in der NBA beschäftigt, bevor er 2011 nach kurzen Comeback-Versuchen in Europa seine aktive Karriere beenden musste.

## Karriere
Baston ging zum Studium an die University of Michigan, wo er für die Hochschulmannschaft Wolverines von 1994 bis 1998 in der Big Ten Conference der NCAA spielte. Während man bei drei Teilnahmen am landesweiten NCAA-Endrundenturnier eher früh ausschied, gewann man 1997 das National Invitation Tournament und ein Jahr später das Big Ten-Meisterschaftsturnier. Diese Resultate wurden jedoch annulliert, da die Leitung der Basketballmannschaft gegen die Regularien der NCAA verstoßen hatte und die Spieler von dritter Seite finanzielle Zuwendungen erhalten hatten. Im Entry Draft der am höchsten dotierten Profiliga NBA 1998 wurde Bastons Mannschaftskamerad Robert Traylor an sechster Position ausgewählt und in einem geschichtemachenden „Trade“ gleich gegen die junge deutsche Nachwuchshoffnung Dirk Nowitzki getauscht. Baston selbst wurde erst in der zweiten Runde an 58. und letzter Position von den Chicago Bulls ausgewählt.
Beim damaligen NBA-Champion Bulls konnte sich Baston 1998 jedoch keinen Platz im Saisonkader erspielen und begann seine Karriere als Profi daher in der Minor League CBA beim damaligen CBA-Champion Thunder aus den Quad Cities an der Westgrenze von Illinois. Obwohl Baston zum „Defensive Player of the Year“ der CBA 1999/2000 gewählt wurde, entschlossen sich auch die Milwaukee Bucks im Sommer 2000 zu keiner Verpflichtung für den Saisonkader. So wechselte Baston schließlich zur Saison 2000/01 nach Europa und spielte in der italienischen Lega Basket Serie A für BingoSNAI aus Montecatini Terme. Der Vorjahresaufsteiger erreichte nach dem fünften Platz in der regulären Saison des Vorjahres nunmehr einen zwölften Platz nach der Hauptrunde und erhielt nach Saisonende aus wirtschaftlichen Gründen keine neue Lizenz mehr.
Für die folgende Spielzeit 2001/02 wurde Baston vom katalanischen Klub Joventut aus Badalona verpflichtet, für den er in der spanischen Liga ACB spielte. Die Mannschaft verbesserte sich in der Saison 2001/02 auf den neunten Platz, verpasste aber erneut die Play-offs um den Meisterschaftstitel. Von der spanischen Zeitschrift „Gigantes del Basket“ wurde Baston als „Jugador Más Espectacular“ (deutsch spektakulärster Spieler) der Saison ausgezeichnet und zu Beginn der folgenden Saison nach zwei solcher Auszeichnungen in der Vorsaison wegen seiner Effektivität zum dritten Mal zum „Spieler der Woche“ in der Liga ACB ernannt. Im Februar 2003 löste er jedoch seinen Vertrag und wechselte in die NBA, wo ihn die Toronto Raptors bis Saisonende unter Vertrag nahmen. Er kam hier jedoch in 16 Einsätzen nur auf eine durchschnittliche Einsatzzeit von weniger als zehn Minuten pro Spiel.
Nachdem Bastons Vertrag in Toronto am Saisonende ausgelaufen war, kehrte er zur Saison 2003/04 in den Geltungsbereich der FIBA Europa zurück und unterschrieb einen Vertrag beim israelischen Serienmeister Maccabi aus Tel Aviv. In den folgenden drei Spielzeiten konnte die Mannschaft erfolgreich ihre Titel in der nationalen Meisterschaft und im nationalen Pokalwettbewerb verteidigen. Beim Final-Four-Turnier vor eigenem Publikum gewann man zudem den Titel im höchstrangigen europäischen Vereinswettbewerb EuroLeague 2003/04, als man im Finale Skipper Bologna mit der höchsten Punktdifferenz in einem EuroLeague-Finalspiel 118:74 zerlegte und eine Triple Crown gewann. Diesen Erfolg konnte man in der folgenden Saison wiederholen, als man im Finale in Moskau den spanischen Verein TAU Cerámica bezwang. In der EuroLeague 2005/06 wurde Baston als Spieler des Monats März 2006 der Euroleague ausgezeichnet und beim Versuch, das Triple ein drittes Mal zu holen, verlor Maccabi 2006 im Finale in Prag gegen PBK ZSKA Moskau. Im Oktober 2005 war Maccabi ein weiterer historischer Erfolg gelungen, als man in einem Preseason-Spiel als erste europäische Mannschaft eine NBA-Mannschaft mit Bastons ehemaliger Mannschaft Toronto Raptors in deren eigener Halle bezwungen hatte.
Nach dem verpassten dritten Triple in Folge kehrte nun auch Baston 2006 in die NBA zurück und unterschrieb einen Vertrag bei den Indiana Pacers. Bei den Pacers kam er in der NBA 2006/07 in 47 Spielen zum Einsatz, als die Pacers die Play-offs verpassten. Diese erreichte er mit den Toronto Raptors, die ihn für die NBA 2007/08 erneut unter Vertrag genommen hatten, und absolvierte dort sein erstes und einziges Play-off-Spiel, nachdem er zuvor nur in 15 Spielen der regulären Saison zum Einsatz gekommen war. Die Raptors schieden jedoch nach nur einem Sieg in der ersten Play-off-Runde aus. Nach dem Saisonende kam er zusammen mit unter anderem Roy Hibbert zurück zu den Indiana Pacers, für die er weitere 27 NBA-Einsätze in der NBA 2008/09 hatte. Die Pacers verpassten jedoch erneut die Play-offs. Wie bei seinem ersten, kurzen Aufenthalt in der Saison 2002/03 blieb Baston in allen drei Spielzeiten nur Ergänzungsspieler und kam bei seinen wenigen Einsätzen auf eine durchschnittliche Einsatzzeit von weniger als zehn Minuten pro Spiel. Vor Beginn der Saison 2009/10 bekam Baston schließlich bei den Pacers keinen neuen Vertrag mehr.
Nachdem Baston in der Saison 2009/10 mit KK Partizan Belgrad in Verbindung gebracht wurde, unterschrieb er im März 2010 einen Vertrag beim BK Budiwelnyk aus Kiew in der Basketball Superliga Ukraine. Hier kam es jedoch nur zu einem Einsatz für diesen Verein. Zu Beginn der Saison 2010/11 hatte Baston zwei Einsätze für Blu:sens Monbus aus Santiago de Compostela in der zweiten spanischen Liga LEB Adecco Oro. Doch auch hier löste er den Vertrag vorzeitig auf, Anschließend kehrte Baston erneut in die israelische Ligat ha’Al zurück und hatte weitere sieben Einsätze für Bnei HaScharon aus Herzlia, bevor er im Januar 2011 auch dieses Engagement beendete und damit auch seine aktive Karriere. Baston kehrte in seine Heimat zurück und eröffnete in der Nähe seines Studienorts in Royal Oak (Michigan) am Rande von Detroit mit seiner Frau und Freunden einen Laden für „Cupcakes“.